# Detector de emisión atómica

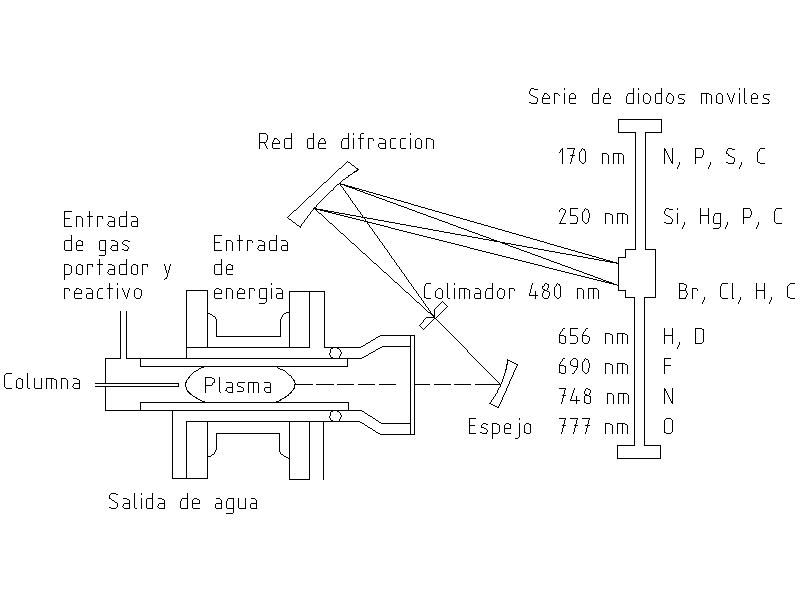
Diagrama de un detector de emisión atómica (AED).

Un detector de emisión atómica (AED) se utiliza en cromatografía de gases. Es uno de los tipos de detectores más recientes, y como su nombre indica se basa en la emisión atómica. 
El primer AED para la cromatografía de gases fue introducido en 1989 por Hewlett-Packard (luego Agilent Technologies) y en 2002 Agilent Technologies a través de una licencia exclusiva traspasó esta technología a la empresa Joint Analytical Systems GmbH en Moers (Alemania) que de allí en adelante produce y desarrolla el AED en Alemania.
En este dispositivo el gas de salida de la columna se introduce en un plasma de He mantenido por inducción de microondas, el cual se acopla a un espectrómetro de emisión de series de diodos. La alta temperatura alcanzada en el interior del plasma (varios miles de grados) es suficiente para ionizar totalmente todos los átomos de la muestra, y obtener de esta forma sus espectros de emisión. La radiación emitida se colima y se refleja en una red de difracción, descomponiéndose en sus longitudes de onda individuales, y se recoge en una fila de diodos, capaz de detectar en el rango de 170 a 837 nm. En los equipos actuales (2005), dicho espectrofotómetro permite detectar más que 26 elementos, indicados en el diagrama.
- Datos: Q5687903